# Dogsthorpe
Dogsthorpe – dzielnica miasta Peterborough, w Anglii, w Cambridgeshire, w dystrykcie (unitary authority) Peterborough. W 2011 roku dzielnica liczyła 9620 mieszkańców.